# Изволов, Николай Анатольевич
Никола́й Анато́льевич Изво́лов (род. 14 февраля 1962, Кострома, СССР) — российский киновед, историк кино.

## Биография
Родился 14 февраля 1962 года в Костроме.
В 1985 году окончил киноведческое отделение сценарно-киноведческого факультета Всесоюзного государственного института кинематографии (мастерская Ростислава Юренева). В 1991 году защитил диссертацию на соискание учёной степени кандидата искусствоведения по теме «Взаимосвязь эстетических и внеэстетических факторов в эволюции кинематографа ранних лет (1895—1932)».
В 1991 году снялся как актёр в фильме Рустама Хамдамова «Анна Карамазофф».
В 1991—1996 годах работал в Музее кино заведующим сектором неигрового кино, заместителем директора по научной работе, учёным секретарём.
В 1996—1997 годах был проректором ВГИКа по научной и творческой работе, в 1997—2018 годах — заведующим отделом истории отечественного кино НИИ киноискусства.
Занимается компьютерной реконструкцией «погибших» фильмов, а также восстановлением и озвучиванием дореволюционных фильмов. С начала 1990-х годов преподаёт на Высших курсах сценаристов и режиссёров и во ВГИКе.
Публикуется в журналах «Киноведческие записки», «Искусство кино». Автор статей по истории анимации и «рисованного звука».
Принимал участие в работе жюри различных фестивалей.
Разработал оригинальную клавиатуру для iOS устройств под названием ThumbTyper.

## Фильмография

### Режиссёр восстановления
- 1996 — Ленинская киноправда (1924)
- 1998 — Держи вора! (1930)
- 2000 — Тит, или Сказ о большой ложке (1932)
- 2001 — Проект инженера Прайта (1918)
- 2001 — Пьянство и его последствия (1913)
- 2006 — Женитьба (1937)
- 2006 — Дохунда (1936)
- 2018 — Годовщина революции (1918)
- 2022 — История гражданской войны (1922)
- 2024 — Человек с киноаппаратом (1929)

### Участие в документальных фильмах
- 1992 — Гробница Александра, или Последний большевик
- 1997 — Михаил Цехановский. Драматическая графика
- 2006 — Янина Жеймо
- 2009 — Виталий Мельников. Жизнь, кино
- 2014 — В поисках утраченной «Почты»
- 2024 — Возвращение Вертова

### Актёр
- 1991 — Анна Карамазофф

## Награды и премии
- 2001 — Лучший киновед года по итогам фестиваля архивного кино «Белые столбы»
- 2012 — Специальный приз кинокритиков Таджикистана на V международном кинофестивале «Дидор» (за компьютерную реконструкцию художественного фильма «Дохунда»)[1]